# Radmer
Radmer – gmina w Austrii, w kraju związkowym Styria, w powiecie Leoben. Według Austriackiego Urzędu Statystycznego liczyła 610 mieszkańców (1 stycznia 2015).